# Jabot
Das Jabot (französisch, Aussprache: ʒaˈboː; ursprünglich von Kropf des Vogels) bezeichnet verschiedene Kleidungsteile. Im  17. und 18. Jahrhundert waren Jabots ein aus Batist oder Spitze bestehender Volant, der an beiden Seiten des Brustschlitzes eines Männerhemdes angenäht wurde und zwischen den Vorderkanten der Weste hervorlugte. Diese Mode kam um 1650 auf.
Im späten 19. Jahrhundert verstand man darunter ein aus Batist oder Spitze bestehendes Lätzchen zur Dekoration von Damenkleidern. Es wurde mit Hilfe einer Brosche oder eines angenähten Umlegekragens am Halsansatz befestigt.
Überdauert hat das Jabot bis in die Gegenwart als Bestandteil verschiedener Amtstrachten. In Deutschland werden die weißen Lätzchen an den Roben der Richter des Bundesverfassungsgerichts amtlich als Jabots bezeichnet; sie ähneln den Beffchen, die zur Amtstracht mancher Geistlicher gehören.
Im Rheinischen Karneval gehören Spitzenjabots zur Uniform von Tanzmariechen und Gardetänzern.

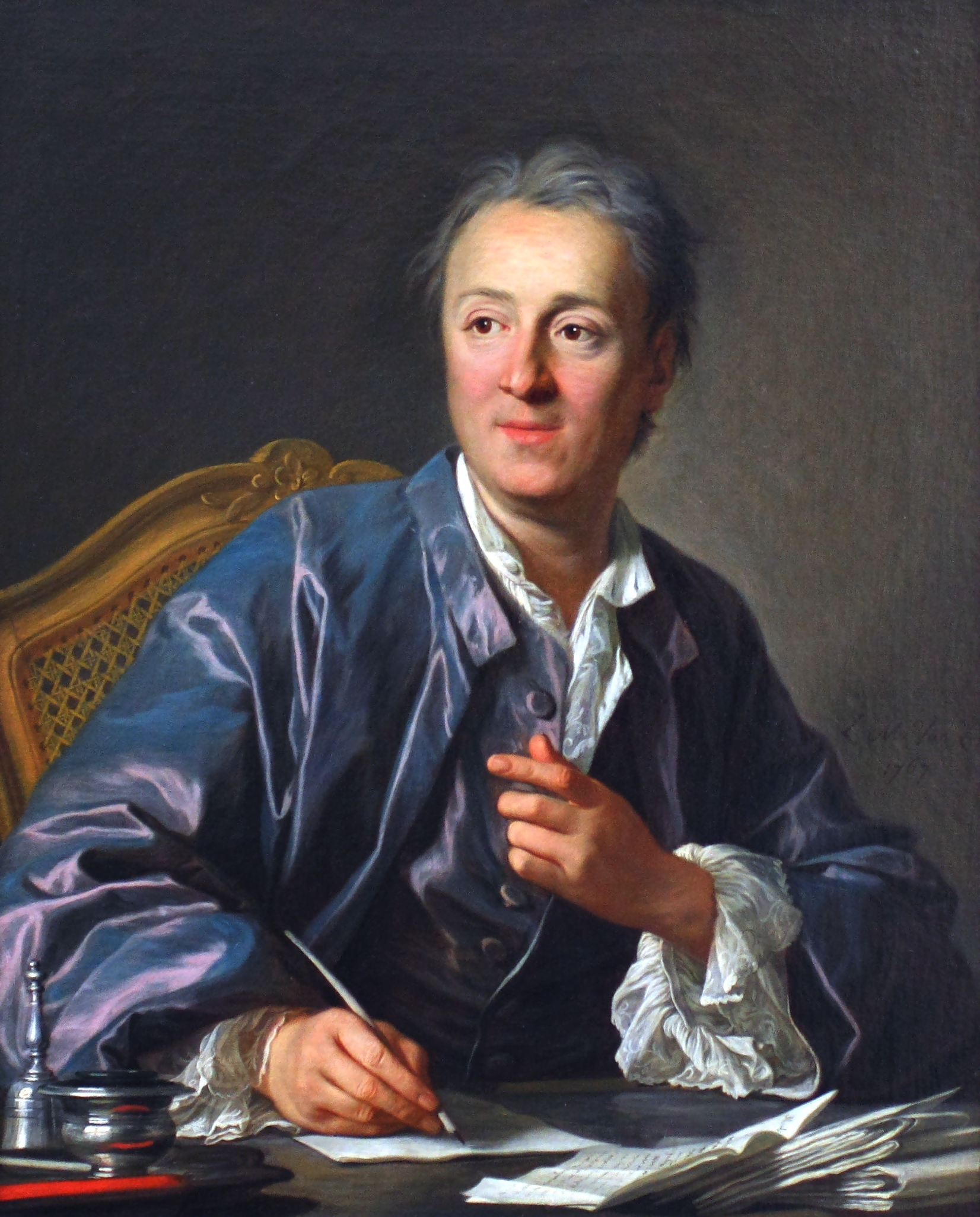
Spitzenjabot am Hemd von Denis Diderot, 1767
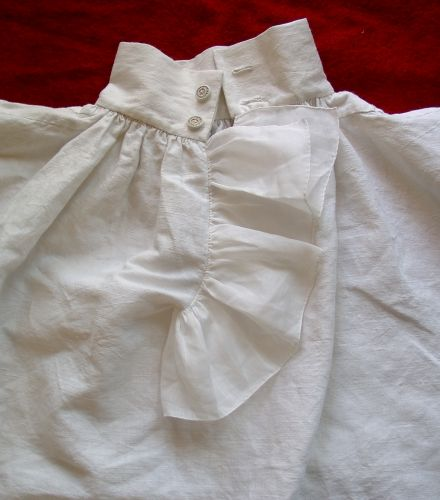
Jabot im Verständnis des 18. Jahrhunderts
Jabot (nach heutiger Auffassung)
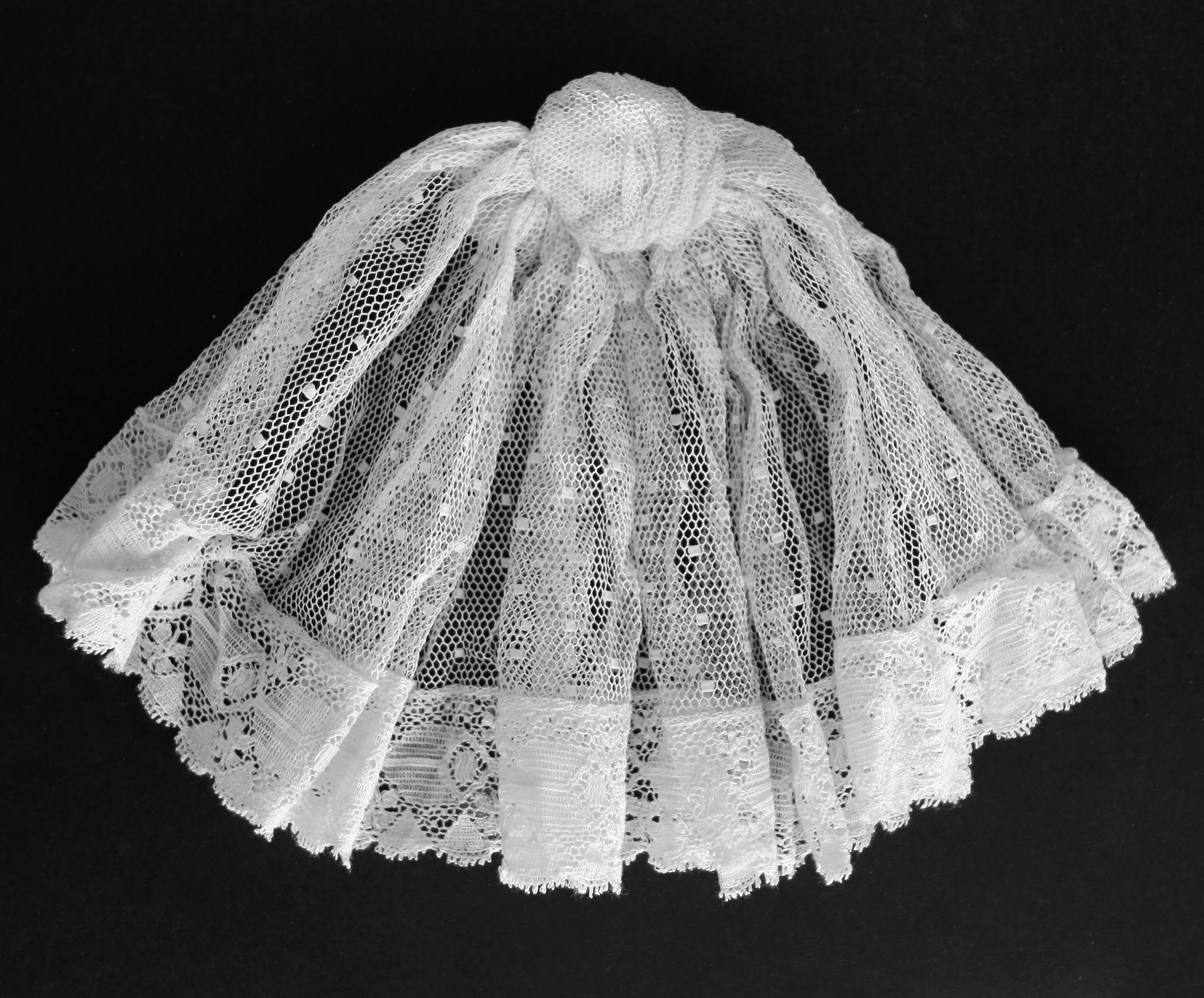
Spitzenjabot für die Dame, um 1900
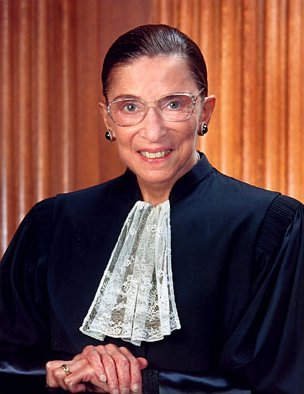
Die amerikanische Richterin Ruth Bader Ginsburg mit Spitzenjabot